# 戈亚斯州坎佩斯特里
戈亚斯州坎佩斯特里（葡萄牙語：Campestre de Goiás）是巴西戈亚斯州的一个市镇。总面积273.816平方公里，总人口3796人，人口密度13.9人/平方公里。